# Doksy, Kladno
Doksy là một làng thuộc huyện Kladno, vùng Středočeský, Cộng hòa Séc.